# Hone Harawira

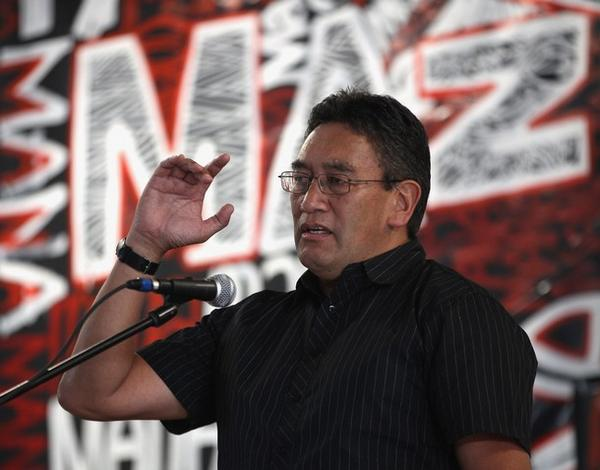
Hone Harawira (2011)

Hone Pani Tamati Waka Nene Harawira (* 1955 in Whangārei, Northland) ist ein neuseeländischer Aktivist und Politiker. Er war im Jahr 2004 Gründungsmitglied der Māori Party. Am 23. Februar 2011 trat er aus der Partei aus und kam damit einem Parteiausschlussverfahren, welches am selben Tag stattfinden sollte, zuvor.

## Leben
Hone Harawira wurde 1955 in Whangārei geboren, wuchs auf in West-Auckland, besuchte dort die St Stephens School und studierte später an der University of Auckland. Über seine Mutter Titewhai Harawira, einer bekannten Māori-Aktivistin, ist Harawira abstammungsmäßig den Iwi der Ngāti Hau, Ngāti Wai und Ngāti Hine verbunden. Seitens seines Vaters John Puriri Harawira gibt es Wurzeln zu den Iwi der Te Aupōuri, Ngāpuhi und Ngāti Whātua. Seine Frau Hilda kommt vom Iwi der Ngāti Haua und Te Rarawa.
Als seine Vorbilder gelten Muhammad Ali, Syd Jackson, Nelson Mandela, Māori Marsden, seine Mutter und seine Frau, dafür, dass sie ihm die Wichtigkeit von Visionen und die Notwendigkeit von Stärke, Verbindlichkeit und Entschlossenheit vermittelt haben.
Hone Harawira ist verheiratet und hat sieben Kinder.

### Politischer Aktivist
Hone Harawira übernahm wichtige Rollen in der politischen Auseinandersetzung um den Treaty of Waitangi-Prozess. Er setzte sich für die Revitalisierung der Maorischen Sprache und für die Schaffung eines eigenen Fernsehsenders ein (s. Māori Television), kämpfte gegen die Landenteignung der Māori durch die Pākehā (s. Māori Land Rights Movement) und kämpfte gegen Rassismus, in Neuseeland und darüber hinaus.
1979 war er einer der Hauptakteure der Gruppe He Taua in Auckland, die Studenten der Ingenieurwissenschaften für die Verunglimpfung des Māori-Haka verprügelten und damit einen Wendepunkt im Respektieren der Māori durch die Pākehā setzten. Auch war er 1981 bei den Aktionen gegen die südafrikanischen Springboks dabei, die sich auf einer Tour durch Neuseeland heftigen Protesten wegen der Apartheid-Politik in ihrem Land ausgesetzt sahen.
Sein Engagement gegen den Foreshore and Seabed Act 2004 führte ihn schließlich zu der Bewegung zur Gründung der Māori Party und kurze Zeit später ins New Zealand Parliament.

### Berufliche Karriere
Seit 1985 bekleidete Hone Harawira folgende berufliche Positionen:
- Manager des Aupouri Ngati Kahu Te Rarawa Trust
- Manager des Aupouri Māori Trust Board
- Manager des Te Reo Irirangi O Te Hiku O Te Ika
- Chief Executive Officer (CEO) von Tehiku Media[3]
- 1990–1995 Direktor der Aupouri Fishing Company Ltd
- seit 2001 Direktor der Te Hononga Whakapaoho Māori Media Network Ltd
- 2003–2005 Direktor der Te Tai Tokerau PHO Ltd
- 2004–2006 Direktor der Starnet 2000 Ltd[6]

### Politische Karriere
- Gründungsmitglied der Māori Party im Mai 2004
- war Co-Autor der Parteisatzung der Māori Party im Juli 2004[6]
- Gewann das Direktmandat für das Māori Electorate Te Tai Tokerau im Jahr 2005 mit 52,41 % der Stimmen, gefolgt von knapp 62 % im Jahr 2008 und ist somit seit 2005 gewähltes Mitglied im House of Representatives.[7]

Auch als Parlamentarier pflegte Harawira seinen Ruf als Rebell und radikaler Aktivist weiter. Neben dem Verletzen des Parlamentsprotokolls fiel er vor allem durch verbale Attacken und Beschimpfungen auf. „John Howard is a racist bastard, imposing racist policies on a people who are not in a position to fight back.“ war nur eine seiner Beschimpfungen, die öffentliche Aufmerksamkeit erlangte.
Im Dezember 2009 hatte seine Beschimpfung weißer Neuseeländer als „Motherf*****“ ihn fast aus der Partei ausgeschlossen. Eine öffentliche Entschuldigung rettete ihn vor dem parteipolitischen Aus. Seine Beleidigung führte zu 753 Beschwerdeeingaben bei dem Race Relations Commissioner (deutsch: Beauftragter für ethnische Beziehungen).
Im Januar 2011 stellte sich Harawira in einem Interview dann gegen seine eigene Partei, indem er in der Regierung gegen Māori gerichtete Gesetzesinitiativen ausmachte und diese als Schattenseite der Regierungskoalition mit der National Party bezeichnete. Er kam einem angestrebten Parteiausschlussverfahren zuvor und verließ die Partei am 23. Februar 2011, ohne aber seinen Sitz im Parlament aufzugeben oder auf das Māori Electorate Te Tai Tokerau zu verzichten. Er kündigte an, als unabhängiger Kandidat oder als Kandidat einer neuen politischen Bewegung für den Wahlbezirk 2011 zur Wahl antreten zu wollen.
Im April 2011 gründete Harawira eine neue Partei, die Mana Party. Er gab seinen Parlamentssitz als parteiunabhängiges Mitglied des House of Representatives am 11. Mai 2011 auf, um eine Nachwahl in seinem Wahlbezirk Te Tai Tokerau durchzusetzen. Bei dieser Nachwahl konnte er sich mit 49,15 % der abgegebenen Stimmen seinen Sitz im Parlament zurückholen und für seine Partei erstmals im Parlament vertreten sein. Zur General Election (Parlamentswahlen) am 26. November 2011 tritt Hone Harawira als Spitzenkandidat der Mana Party an.